# Elämä kantaa mua
Elämä kantaa mua è un singolo del cantante finlandese Tommi Läntinen, pubblicato il 20 gennaio 2022 su etichetta discografica Vallila Music House.

## Descrizione
Il 12 gennaio 2022 è stato annunciato che con Elämä kantaa mua Tommi Läntinen avrebbe preso parte a Uuden Musiikin Kilpailu, il programma di selezione del rappresentante finlandese all'annuale Eurovision Song Contest. Il singolo è stato pubblicato in digitale il successivo 20 gennaio. Durante l'evento, che si è svolto il 26 febbraio, Tommi Läntinen si è piazzato al 7º e ultimo posto.

## Tracce
Testi e musiche di Leo Hakanen, Jere Marttila ed Elli Haloo.
1. Elämä kantaa mua – 3:01